# Skarshovden
Skarshovden är ett berg i Antarktis. Det ligger i Östantarktis. Norge gör anspråk på området. Toppen på Skarshovden är 2 830 meter över havet.
Terrängen runt Skarshovden är kuperad åt sydväst, men åt nordost är den bergig. Trakten är obefolkad. Det finns inga samhällen i närheten. 